# Iñaki Isasi
Iñaki Isasi Flores (ur. 4 kwietnia 1977 w Respaldizie) – hiszpański kolarz szosowy. Jeździ w barwach baskijskiej drużyny Euskaltel-Euskadi. W zawodowym peletonie ściga się od 2001.
Mimo już kilkuletniej kariery nie odniósł żadnego zwycięstwa. Od 2005 co roku startuje w Tour de France. Dotychczas w wyścigu tym nie wygrał żadnego etapu, aczkolwiek w 2006 na jednym z pierwszych etapów finiszował na 3 miejscu. Dwukrotnie startował w Vuelta a España, lecz tylko raz ukończył ten wyścig. Rok 2006 był dla niego najlepszym w karierze. W wyścigu Trofeo Calvia zajął 3. miejsce, cały cykl Vuelta a Mallorca ukończył na 14 miejscu, Tour de France zakończył na, najwyższym w karierze, 71 miejscu.
Isasi specjalizuje się w finiszach z dużego peletonu przeważnie na płaskich lub lekko pagórkowatych terenach.

## Najważniejsze zwycięstwa i sukcesy
- 2004 – 19. w Paryż-Tours
- 2005 – 122. w klasyfikacji generalnej Tour de France
- 2006 – 3. w Trofeo Calvia; 4. w klasyfikacji generalnej Vuelta a Andalucia; 71. w klasyfikacji generalnej Tour de France; 14. w klasyfikacji generalnej Vuelta a Mallorca
- 2007 – 90. w klasyfikacji generalnej Tour de France; 74. w klasyfikacji generalnej Vuelta a España
- 2008 – 104. w klasyfikacji generalnej Tour de France